# María de la Purificación de la Aldea y Ruiz de Castañeda
Pour les articles homonymes, voir Aldea, Ruiz et Castañeda.
María de la Purificación de la Aldea y Ruiz de Castañeda, également connue sous le nom de Pura de la Aldea, née à Madrid le 10 août 1889 et morte à Barcelone le 17 juin 1976, est une infirmière et sage-femme militante républicaine espagnole, victime de la répression du dictateur Franco après la guerre d'Espagne.

## Biographie
Née à Madrid, elle étudie à l'Université centrale et devient l'une des premières femmes à obtenir le diplôme d'infirmière et de sage-femme.
En 1931, sous la Seconde République, alors que Victoria Kent est directrice générale des prisons, elle intègre l'administration pénitentiaire et travaille à la prison de Ventas, à Madrid.
Après la guerre d'Espagne, lors de la défaite en 1939, elle est victime de l'épuration franquiste chez les fonctionnaires comme de nombreuses infirmières et sages-femmes.
Le 1er mai 1939, le Conseil de Guerre la juge coupable de rébellion, avec les circonstances aggravantes d'être communiste. Elle est condamnée à la peine de mort, peine commuée en perpétuité.
Elle est détenue à la prison de Ventas, à Madrid, là-même où elle travaillait en tant que fonctionnaire. Se déroulent alors les nombreuses fusillades de femmes de la répression franquiste, comme celle des Treize Roses.
En prison, avec Trinidad Gallego Prieto et Catalina Mayoral Arroyo, également infirmières et sages-femmes, elle tente d'aider les détenues les plus vulnérables, les mères et leurs enfants.
Elle est ensuite transférée à la prison de Tarragone, puis le 18 mars 1943, déplacée à la prison pour femmes de Les Corts, à Barcelone.
Parmi ses camarades d'infortune se trouve Tomasa Cuevas Gutiérrez.
Elle obtient la liberté conditionnelle le 11 juillet 1944, et continue à militer dans la clandestinité, vivant avec une ancienne compagne de prison, Enriqueta Montoro Bravo. C'est dans leur maison que se réunit pendant des années la direction du PSUC de Barcelone. 